# Prêmio Markgräfler Gutedel
O Prêmio Markgräfler Gutedel (em alemão:  Markgräfler Gutedelpreis) é concedido anualmente na primavera a "pessoas de diferentes áreas da sociedade por atuação pública e convicção criativa". O prêmio é dotado com um barril de carvalho de 225 litros de vinho branco Markgräfler Gutedel.
O prêmio foi concedido a primeira vez em 1995 pelo vinicultor Hermann Dörflinger e pela cidade de Müllheim, Alemanha. Depois que a cidade deixou de apoiar a premiação em 1997, a Markgräfler Gutedelgesellschaft assumiu a cerimônia de premiação.

## Recipientes
- 1995: Georg Schramm
- 1996: Wolfram Siebeck[3]
- 1997: Ars Vitalis
- 1998: Ursula Sladek e Michael Sladek
- 1999: Didi Danquart
- 2001: Hans-Ulrich Grimm
- 2002: Rudolf Klaffenböck
- 2002: Heinz Meier
- 2003: Dieter Hildebrandt[4]
- 2004: Monica Thommy-Kneschaurek e Dominique Thommy
- 2006: Peter Eigen
- 2007: Karl Lehmann[5][6]
- 2007: Gesine Schwan
- 2008: Bildblog[7][8]
- 2009: Elke Heidenreich[9]
- 2010: Heinz Buschkowsky[10][11] e Dagmar Metzger
- 2011: Wolfgang Abel[12]
- 2012: Jean-Claude Juncker[13][14]
- 2013: Todos os voluntários e pessoas dedicadas; dez membros representantes de seis sociedades da região: Markgräfler Museumsverein (Müllheim), Theater im Hof (Riedlingen), bolando e.G. (Bollschweil), Markgräfler Symphonieorchester, Turnverein Neuenburg am Rhein 1926, Schwarzwaldverein[15]
- 2014: Christian Streich[16]
- 2015: Tomi Ungerer[17]
- 2016: Stefan Hell[18]